# Macugonalia picta
Macugonalia picta är en insektsart som först beskrevs av William Lucas Distant 1908.  Macugonalia picta ingår i släktet Macugonalia och familjen dvärgstritar. Inga underarter finns listade i Catalogue of Life.